# Эгиалитис
Эгиалитис (лат. Aegialitis) — род растений подсемейства Staticoideae семейства Свинчатковые. Включает в себя 2 вида — Эгиалитис кольчатый (Aegialitis annulata) и Aegialitis rotundifolia.

## Описание
Небольшие (Aegialitis rotundifolia не вырастает выше 2 м) мангровые листопадные кустарники-галофиты с облиствлёнными стеблями. Простые кожистые черешковые листья с параллельным жилкованием, без волосков, располагаются поочерёдно, спирально. Цветки собраны в кистевидные соцветия, имеют 5 лепестков и 5 тычинок. Опыляются перепончатокрылыми, чешуекрылыми и двукрылыми насекомыми. Плод — узкая цилиндрическая раскрывающаяся коробочка с пористым мезокарпием, разделённая на пять секторов. Семена — крылатки.

## Места произрастания
Произрастают в мангровых болотах на отлогих берегах Индийского и Тихого океанов, периодически заливаемых морской водой, с засоленными почвами, в верхней и средней зоне приливно-отливной полосы.
Ареал простирается от Бенгальского залива до Северной Австралии, захватывая Большой Барьерный риф. Aegialitis annulata распространён в Индонезии, на северо-западе и северо-востоке Австралии и в Папуа — Новой Гвинее.
Aegialitis rotundifolia встречается в Бангладеш, в Индии, где основной ареал находится в Сундарбане, а в штате Андхра-Прадеш, на Никобарских и Андаманских островах она встречается реже. Кроме того, её можно встретить в Мьянме, Таиланде, Индонезии и отдельные участки на севере Суматры.